# Wilhelmsia physodes
Wilhelmsia physodes är en nejlikväxtart som först beskrevs av Fisch. och Nicolas Charles Seringe, och fick sitt nu gällande namn av Mcneill. Wilhelmsia physodes ingår i släktet Wilhelmsia och familjen nejlikväxter. Inga underarter finns listade i Catalogue of Life.